# Kapatovo
Kapatovo (în bulgară Капатово) este un sat în Obștina Petrici, Regiunea Blagoevgrad, Bulgaria.

## Demografie
Componența etnică a satului Kapatovo
     Bulgari (91,62%)
     Nicio identificare (5,58%)
     Altele (2,79%)
La recensământul din 2011, populația satului Kapatovo era de 215 locuitori. Din punct de vedere etnic, majoritatea locuitorilor (91,62%) erau bulgari. Pentru 5,58% din locuitori nu este cunoscută apartenența etnică.